# Modulation sensorielle
Plusieurs définitions peuvent être attribuées à la modulation sensorielle. La modulation sensorielle est un concept clé des théories de l’intégration sensorielle et fait référence à un processus complexe qui permet de réguler et organiser l’intensité ainsi que la nature de la réponse aux différents stimuli sensoriels provenant de l’environnement (Jamesa K. and S. 2011). En fait, l’information sensorielle captée par les sens (vue, odorat, touché, ouïe, mouvement, goût) est traitée au niveau du système nerveux central qui doit générer une réponse adaptée à la situation. Pour ce faire, le cerveau doit réguler le niveau d’attention porté aux stimuli afin de faciliter l’entrée à certains stimuli et/ou inhiber l’entrée à d’autres étant moins pertinents afin de mieux ajuster ses réponses(Tami Bar-Shalita T. 2008).
Concrètement, cette capacité est un élément essentiel au fonctionnement de l’organisme. En effet, elle influe sur l'interaction de l'individu avec son environnement physique et humain ainsi que sur sa capacité d'adaptation aux défis de la vie quotidienne. En effet, elle contribue à la stabilité émotionnelle et comportementale, ainsi qu’au maintien de niveaux adéquats d’attention et d’excitabilité dans l’activité (Kramer P. 2010). La modulation sensorielle joue donc un rôle important dans la qualité de vie de chacun(Tami Bar-Shalita T. 2008).
Les mécanismes de modulation sensorielle se développent normalement de façon inconsciente au cours du développement d’un enfant. Toutefois, si un enfant présente des troubles de développement une inefficacité à ce niveau peut survenir. Les troubles de la modulation sensorielle peuvent s’exprimer par un éventail de comportements allant d’une absence de réaction à une hyper réaction aux stimuli ou encore à une recherche active de sensations. De tels troubles de modulation peuvent interférer avec le développement des capacités fonctionnelles et le niveau de la participation de l’individu à la vie sociale (Tami Bar-Shalita T. 2008)